# كسينغتون
كسينغتون (فيرجينيا) (بالإنجليزية: Lexington, Virginia)‏ هي مدينة تقع في الولايات المتحدة في فيرجينيا. يقدر عدد سكانها بـ 6,998 نسمة وترتفع عن سطح البحر 324 متر.

## التركيبة السكانية
حدّد مكتب تعداد الولايات المتحدة بيانات التركيبة السكانية لكسينغتون في تعداد الولايات المتحدة. في ما يلي، التركيبة السكانية حسب تعدادي 2000 و2010.

### تعداد عام 2000
بلغ عدد سكان كسينغتون 6,867 نسمة بحسب تعداد عام 2000، وبلغ عدد الأسر 2,232 أسرة وعدد العائلات 1,080 عائلة مقيمة في المدينة. في حين سجلت الكثافة السكانية 1,050 نسمة لكل كيلومتر مربع (2,719.5/ميل2). وبلغ عدد الوحدات السكنية 2,376 وحدة بمتوسط كثافة قدره 363.3 لكل كيلومتر مربع (940.9/ميل2).
وتوزع التركيب العرقي للمدينة بنسبة 86.01% من البيض و10.38% من الأمريكيين الأفارقة و0.26% من الأمريكيين الأصليين و1.92% من الأمريكيين ذوي الأصول الآسيوية و0.01% من سكان جزر المحيط الهادئ و0.48% من الأعراق الأخرى و0.93% من عرقين مختلطين أو أكثر و1.59% من الهسبانيون أو اللاتينيون من أي عرق.
بلغ عدد الأسر 2,232 أسرة كانت نسبة 20% منها لديها أطفال تحت سن الثامنة عشر تعيش معهم، وبلغت نسبة الأزواج القاطنين مع بعضهم البعض 36.9% من أصل المجموع الكلي للأسر، ونسبة 8.8% من الأسر كان لديها معيلات من الإناث دون وجود شريك، بينما كانت نسبة 2.7% من الأسر لديها معيلون من الذكور دون وجود شريكة وكانت نسبة 51.6% من غير العائلات. تألفت نسبة 41% من أصل جميع الأسر من عدة أفراد يعيشون في نفس المنزل ونسبة 17.7% كانت تتألف من شخص يعيش بمفرده يبلغ من العمر 65 عاماً أو أكثر. وبلغ متوسط حجم الأسرة المعيشية 2.06، أما متوسط حجم العائلات فبلغ 2.76.
بلغ العمر الوسطي للسكان 23.3 عاماً. وكانت نسبة 11% من القاطنين تحت سن الثامنة عشر، وكانت نسبة 10.9% بين الثامنة عشر والرابعة والعشرين عاماً، ونسبة 14.2% كانت واقعةً في الفئة العمرية ما بين الخامسة والعشرين والرابعة والأربعين عاماً، ونسبة 16.4% كانت ما بين الخامسة والأربعين والرابعة والستين، ونسبة 14.5% كانت ضمن فئة الخامسة والستين عاماً فما فوق. يوجد لكل 100 أنثى 80.9 ذكر، ويوجد لكل 100 أنثى في الثامنة عشر من عمرها فما فوق 78.2 ذكر.
بلغ متوسط دخل الأسرة في المدينة 28,982 دولارًا، أما متوسط دخل العائلة فبلغ 58,529 دولارًا. وكان متوسط دخل الذكور 35,288 دولارًا مقابل 26,094 دولارًا للإناث. وسجل دخل الفرد الخاص بالمدينة 16,497 دولارًا. وكانت نسبة 8.4% من العائلات ونسبة 21.6% من السكان تحت خط الفقر، وكان من هؤلاء نسبة 12.9% تحت سن الثامنة عشر ونسبة 12% في الخامسة والستين من العمر وما فوق.

### تعداد عام 2010
بلغ عدد سكان كسينغتون 7,042 نسمة بحسب تعداد عام 2010، وبلغ عدد الأسر 2,237 أسرة وعدد العائلات 1,028 عائلة مقيمة في المدينة. في حين سجلت الكثافة السكانية 1,076.8 نسمة لكل كيلومتر مربع (2,788.9/ميل2). وبلغ عدد الوحدات السكنية 2,546 وحدة بمتوسط كثافة قدره 389.3 لكل كيلومتر مربع (1,008.3/ميل2).
وتوزع التركيب العرقي للمدينة بنسبة 85.25% من البيض و9.66% من الأمريكيين الأفارقة و0.11% من الأمريكيين الأصليين و2.20% من الأمريكيين ذوي الأصول الآسيوية و0.06% من سكان جزر المحيط الهادئ و0.91% من الأعراق الأخرى و1.82% من عرقين مختلطين أو أكثر و3.85% من الهسبانيون أو اللاتينيون من أي عرق.
بلغ عدد الأسر 2,237 أسرة كانت نسبة 18.1% منها لديها أطفال تحت سن الثامنة عشر تعيش معهم، وبلغت نسبة الأزواج القاطنين مع بعضهم البعض 35% من أصل المجموع الكلي للأسر، ونسبة 8.4% من الأسر كان لديها معيلات من الإناث دون وجود شريك، بينما كانت نسبة 2.5% من الأسر لديها معيلون من الذكور دون وجود شريكة وكانت نسبة 54% من غير العائلات. تألفت نسبة 43% من أصل جميع الأسر من عدة أفراد يعيشون في نفس المنزل ونسبة 19.6% كانت تتألف من شخص يعيش بمفرده يبلغ من العمر 65 عاماً أو أكثر. وبلغ متوسط حجم الأسرة المعيشية 2.00، أما متوسط حجم العائلات فبلغ 2.75.
بلغ العمر الوسطي للسكان 22.8 عاماً. وكانت نسبة 10.1% من القاطنين تحت سن الثامنة عشر، وكانت نسبة 44.4% بين الثامنة عشر والرابعة والعشرين عاماً، ونسبة 14.3% كانت واقعةً في الفئة العمرية ما بين الخامسة والعشرين والرابعة والأربعين عاماً، ونسبة 15.9% كانت ما بين الخامسة والأربعين والرابعة والستين، ونسبة 15.3% كانت ضمن فئة الخامسة والستين عاماً فما فوق. وتوزع التركيب الجنسي للسكان بنسبة 55.7% ذكور و44.3% إناث.

## أعلام
- سالي مان
- بات روبرتسون
- سي تومبلي
- أندرو مور
- ماثيو فونتين موري
- ألبين باركلي
- روبرت إدوارد لي
- ويليام ن. بندلتون
- سام هيوستن
- هيلاري هان